# Marie Delattre
Marie Delattre (ur. 4 marca 1981 w Arras) – francuska kajakarka, brązowa medalistka olimpijska, dwukrotna medalistka mistrzostw świata.
Brązowa medalistka igrzysk olimpijskich w Pekinie w 2008 roku w konkurencji K-2 (razem z Anne-Laure Viard) na 500 m. Startowała również podczas igrzysk w Atenach w 2004 roku, bez sukcesów. Jest dwukrotną brązową medalistką mistrzostw świata w konkurencji kajaków w K-2 z 2005 i 2007 roku.